# Comment épouser un Premier ministre
Pour plus de détails, voir Fiche technique et Distribution.
Comment épouser un Premier ministre est un film franco-italien de Michel Boisrond, sorti en 1964.

## Synopsis
Philippe Lambert, jeune et séduisant attaché au cabinet du Premier ministre, est un homme aux multiples conquêtes féminines. L'une d'elles, Mme Grandbourg, épouse d'un homme très influent, lui a adressé une lettre passionnée, qu'il a perdue au théâtre. Marion, l'ouvreuse qui l'a trouvée, le contacte pour lui demander un « service » en échange de sa restitution : éviter l'expulsion de l'appartement familial, à cause du père de Marion qui fait du jardinage dans chaque pièce, et inonde en permanence les voisins de l'étage inférieur.
Dans un premier temps, Lambert refuse de céder au « chantage » et fait appel à la police pour démasquer l'indélicate, mais l'amour va s'en mêler...

## Fiche technique
- Titre : Comment épouser un Premier ministre
- Réalisation : Michel Boisrond
- Scénario et adaptation : Albert Husson et Annette Wademant, d'après le roman de Luisa-Maria Linares
- Dialogues : Albert Husson
- Photographie : Raymond Lemoigne
- Musique : Gérard Calvi
- Décors : Bernard Evein
- Son : Julien Coutellier
- Montage : Claudine Bouché
- Directeur de production : Jean Darvey
- Année : 1964
- Format : 35 mm
- Pays :  France
- Genre : Comédie
- Durée : 79 minutes
- Date de sortie : France -  11 novembre 1964

## Distribution
- Jean-Claude Brialy : Philippe Lambert
- Pascale Petit : Marion
- Claude Gensac : Mme Grandbourg
- Maurice Escande : Grandbourg
- Jacques Charon : le chef de cabinet
- Max Montavon : les deux policiers
- Jacqueline Jehanneuf : la secrétaire
- Jacques Castelot : un ministre d'État
- André Luguet : le Premier ministre
- Michèle Grellier : Yolande, la fille du promoteur
- Jean Richard : le promoteur
- Pierre Bertin : le présentateur de la soirée de gala
- Bernard Lavalette : le commissaire
- Harry-Max : le père de Marion
- Jacques Martin : un ami de Philippe
- Daniel Lecourtois
- Mario David : le coach de gymnastique
- Armand Landi
- Catherine Clarence
- Monique Barbillat
- Max Fournel
- Raymonde Vattier
- Jean-Pierre Bernard
- Pilar Lecer
- Marie-Laurence
- René Hell (non crédité)
- Bernard Musson : un domestique (non crédité)
- Laure Paillette (non crédité)
- Évelyne Dassas (non crédité)
- Jean Amadou : un ami de Philippe (non crédité)
- François Cadet : un machiniste (non crédité)
- Antoine Marin (non crédité)
- Michel Vocoret (non crédité)
- Roland Malet (non crédité)
- Marius Gaidon (non crédité)
- Gaston Meunier (non crédité)
- Roger Lécuyer (non crédité)